# Reichardtiolus pavlovskii
Reichardtiolus pavlovskii är en skalbaggsart som först beskrevs av Kryzhanovskij 1959.  Reichardtiolus pavlovskii ingår i släktet Reichardtiolus och familjen stumpbaggar. Inga underarter finns listade i Catalogue of Life.